# Joppa undatipennis
Joppa undatipennis là một loài tò vò trong họ Ichneumonidae.